# لويس غراهام
لويس غراهام (بالإنجليزية: Lois Graham)‏ هي مهندسة أمريكية، ولدت في 1925، وتوفيت في 4 نوفمبر 2013. كان سعيُ جراهام الدائم -والذي جعلها تُذكر دومًا- هو عملها على تعيين وتوظيف الشابات في مجالي العلوم والهندسة. عَملت في مجال التعليم لنحو 40 عامًا تقريبًا ضمن برنامج هندسة الطيران والفضاء الجوي، هندسة المواد والهندسة الميكانيكية في معهد إيلينوي للتكنولوجيا. وأسست جراهام برنامجًا خاصًا بالنساء في معهد إيلينوي للتكنولوجيا (IIT) سعيًا منها بتوظيف الشابات في المِهن العلمية والهندسية.

## نشأتها والدراسة
ولِدت جراهام في مدينة تروي في نيويورك عام 1925م ونشأت فيها، أُختًا لثلاثة أشقّاء. أرادت في البداية دراسة الطب لكنها لم تستطع تحمّل رسومه الدراسيّة. كانت معجبةً أيضًا بالطيّارة الأمريكية أميليا إيرهارت، فأرادت أن تصبح طيّارةً أو مضيفة طيران، لكن في ذلك الوقت كان يتطلّب هذا النوع من المِهن حدودًا للطول (160.02) سنتيمترًا والوزن نحو (52.7) كيلوغرامًا.
قالت جراهام في مقابلة لها: «حسنًا، لسوء الحظ أنني كبرتُ على تلك المهنة». ونظرًا لاهتمام جراهام في الطيران، تطلّعت لدراسة هندسة الطيران والفضاء الجوي، لكنها لم تكن قادرة على تحمّل الرسوم الدراسية أيضًا كما هو الحال في دراسة الطب.

### معهد رينسيلار للفنون التطبيقية
تخرّجت جراهام من المدرسة الثانوية في ربيع عام 1942م، وكانت قد عقدت العزم حينها على الالتحاق بكليّة المعلمين الحكومية في مدينة ألباني التابعة لنيويورك، وفي صيف تلك السنة، أعلن معهد رينسيلار (RPI) -حيث درس فيه والد جراهام- أنه وللمرة الأولى سيقبل الطالبات الإناث، كما يُمكن لأطفال الموظفين فيه أن يحضروا فيه مجانًا. التحقت جراهام وحضرت فصلها الصيفي الأول، ثم التحقت بدوام كامل. كانت جراهام واحدة من أصل أربع نساء قُبلوا في المعهد، واتّبعت جدولًا دراسيًّا مُتسارعًا كان متاحًا حينها في فترة الحرب العالميّة الثانية، وبذلك أصبحت جراهام واحدة من أول امرأتين تخرّجتا بشهادة من معهد رينسيلار (RPI)، وأول امرأة تتخرّج بشهادة في الهندسة الميكانيكيّة.

### معهد إيلينوي للتكنولوجيا
بعد تخرّجها من معهد رينسيلار، عملت جراهام مهندسة اختبار في شركة كارير، لتغادرها بعد 18 شهرًا لتلتحق ببرنامج الماجستير. تقول جراهام: «لقد رُفضت من معهد ماساتشوستس للتكنولوجيا MIT، إذ طلب مني كل كتاب مدرسيّ ومرجع استخدمته أثناء دراستي في الكليّة، وكل جزء من هذا المرجع قمت بتغطيته».
كان معهد كاليفورنيا للتقنية قد أرسل لها بطاقة بريديّة مفادها: «لا نقبل النساء»، بالإضافة لجامعة إيلينوي التي أخبرتها: «في الوقت الحالي، لا يُمكننا قبول الطلاب خارج الولاية». لكن معهد إيلينوي للتكنولوجيا عرض عليها أن تكون مُدرّسة مساعدة لديه.
في مقابلة لـ SWE  عام 2003 قالت جراهام: «عملت لدى شركة كارير لمدة عام ونصف، وأعتقد أنني بدأت أشعر بالملل بعد عام تقريبًا، لم أشعر أنني أتحمّل ما يكفي من المسؤوليات، لذا ذهبت إلى مديري المُباشر وأخبرته بذلك، فأخبرني ضاحكًا: «أنت صغيرة، صغيرة جدًا»، حسنًا، لا أعلم فعلًا إن كان هذا هو السبب الرئيسي أم لا، لكنني قررت بعدها أني سأعود للدراسة وأتقدّم في السن هناك».

## الدرجات الممنوحة
- بكالوريوس في العلوم/الهندسة الميكانيكية  (B.S.ME) من معهد رينسيلار للفنون التطبيقية 1949[1]
- ماجستير في العلوم/ الهندسة الميكانيكية (M.S.ME) من معهد إيلينوي للتكنولوجيا 1949 [3]
- دكتوراه في الفلسفة/ الهندسة الميكانيكية (Ph.D.ME) من معهد إيلينوي للتكنولوجيا 1959

## حياتها المهنية
أصبحت جراهام في عام 1949م أول عضو في الهيئة التعليمية لقسم الهندسة في معهد إيلينوي للتكنولوجيا IIT، وأوّل طالبة دراسات عليا قُبلت في برنامج هندسة الطيران والفضاء الجوي، هندسة المواد والهندسة الميكانيكية. لاحقًا في العام ذاته، نالت جراهام الماجستير في الهندسة الميكانيكية لتكون أول امرأة في معهد إيلينوي للتكنولوجيا IIT تفعل ذلك.
وفي مرحلة مبكرة من حياتها المهنيّة، تلقّت جراهام اهتمامًا واسعًا كونها امرأة في مجال يُهيمن عليه الذكور. ظهرت جراهام عام 1953م في مجلة العلوم للعموم التي قامت بنشر صورتها مُعرّفة إيّاها باسم «لويس ج. ماكدويل» مُرفقة مع التعليق التالي: «لويس ج. ماكدويل، المرأة المهندسة، تُدرّس الميكانيكا الحرارية في معهد إيلينوي للتكنولوجيا، وهي سعيدة لأن النساء في مدرستها وغيرها من الأماكن يدرسن ليُصبحن مهندسات». مجلة العلوم للعموم 1953م
كانت جراهام ذات عضوية زمالة دائمة في مجتمع النساء المهندسات، انضمت إليه عام 1952م؛ أي بعد عامين من تأسيسه. ركّز عمل جراهام في SWE على زيادة عدد النساء اللواتي يسعين وراء مِهن الهندسة، العلوم والرياضيات. كتبت جراهام مقالات في SWE تدعو لتطوير الإرشاد الوظيفي المتاح للشابات، وزيادة فرص توظيف النساء في المجال الهندسي لحل أزمة نقص الكادر الهندسي في البلاد. ولتدعم حجّتها، جمعت جراهام حلفاء عن طريق شهادات أٌناس آخرين من خارج الوسط الأكاديمي، ممن كانوا مؤثرين وتحدثوا عن المرأة في الهندسة بشكل إيجابي. كمثال على ذلك، اقتبست جراهام في أحد المقالات من آرثر شيروود فليمنج (مدير مكتب تعبئة الدفاع آنذاك، ووزير الصحة والتعليم لإدارة لرئيس الأمريكي آيزنهاور)، الذي قال فيه: «لن تسنح لنا فرصة في العالم لنهتم بالنقص الحاد للكادر الهندسي، مالم نُشرك النساء ونوجههم نحو كليّات الهندسة». وناقشت جراهام بأن الشابات لا يمكنهن مساعدة أنفسهن فحسب، بل زمساعدة البلاد أيضًا من خلال سعيهن ومتابعتهن لمهنة الهندسة.
شغلت جراهام منصب رابع رئيس وطني لمجتمع النساء المهندسات بين عامي (1955-1956)، إذ أصدرت SWE تقريرًا من 40 صفحة تحت عنوان «نساء في الهندسة» بهدف التأثير على نظرة عامة الناس للمهندسات. قالت جراهام في مقابلة لها إن العنوان الأولي للكتيّب كان «التنانير والخُف تحكم» وهو عنوان قيد البحث. شمل التقرير البرامج الهندسية المعتمدة بما تتضمن المناهج والشروط الأساسية، ومعلومات عن المنح الدراسية المُقدّمة للنساء، وإحصائيات للنساء اللاتي يعملن في المجال الهندسي، وقوائم باقتراحات القراءة.
وُزع كُتيب «نساء في الهندسة» على أكثر من 400 مدرسة ثانوية في أنحاء الولايات المتحدة، وأيضًا في الكليات والجامعات والشركات والوكالات الحكومية والمجتمعات الهندسية، ليحظى في نهاية المطاف برد فعل واسع أدّى لنفاد جميع نسخ الكتيب، ويتم إصدار نسخة جديدة منه عام 1958م.